# Berliner Waldbühne

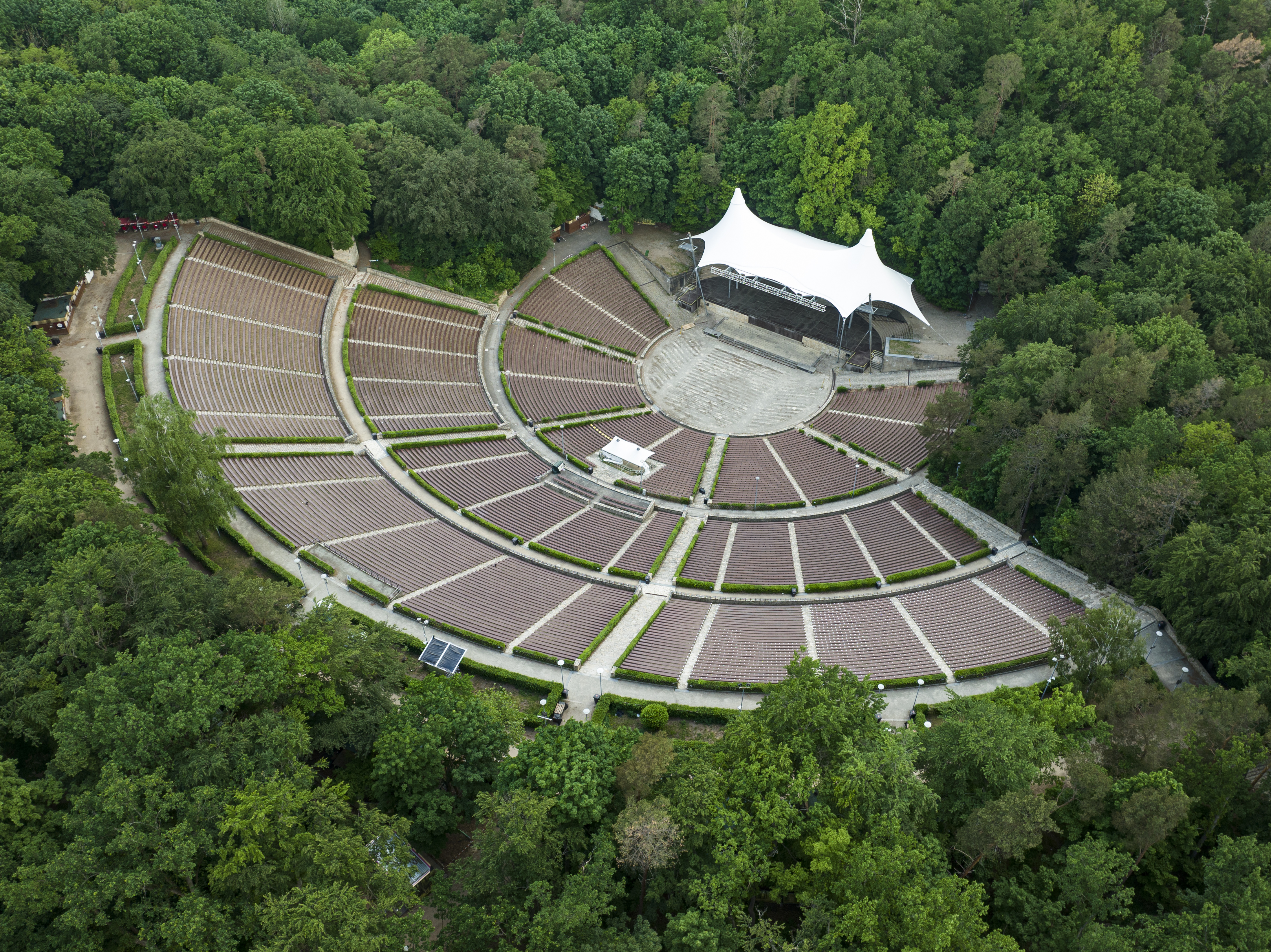
Berliner Waldbühne, 2022

Die Waldbühne in Berlin ist eine Freilichtbühne am westlichen Ende des Olympiaparks Berlin im Ortsteil Westend des Bezirks Charlottenburg-Wilmersdorf. Sie bietet Platz für 22.290 Zuschauer und wurde in Spitzenzeiten jährlich von über 500.000 Menschen besucht.

## Lage und Architektur

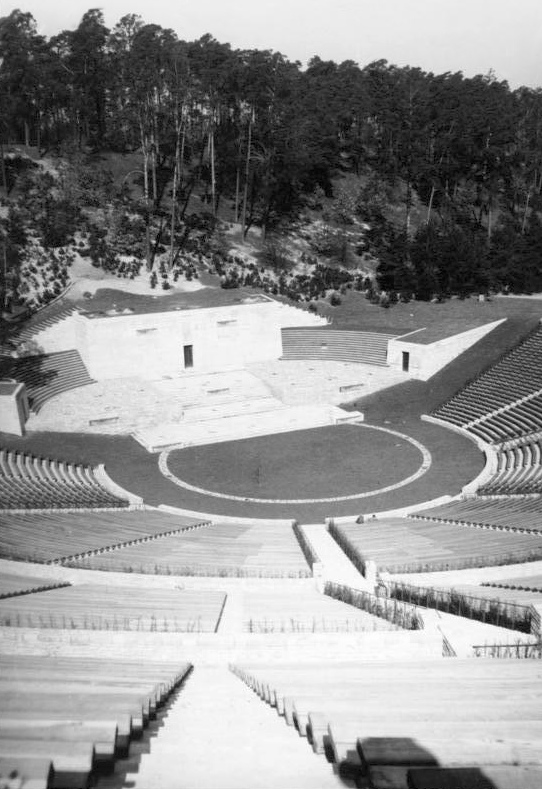
Die Dietrich-Eckart-Freilichtbühne, 1939

Die Waldbühne befindet sich in einer Biegung der Murellenschlucht am Südende der Fließwiese Ruhleben. Sie wurde 1936 als Dietrich-Eckart-Freilichtbühne (benannt nach Dietrich Eckart, einem frühen Anhänger des Nationalsozialismus und Ideengeber Adolf Hitlers) im Zuge der Baumaßnahmen für die Olympischen Spiele nordwestlich des damaligen Reichssportfelds unter Leitung des Architekten Werner March nach Plänen von Konrad Robert Heidenreich errichtet.
Heidenreich gehörte zu dieser Zeit zum Mitarbeiterstab von Werner March und hatte für den Entwurf der Waldbühne Studien unter anderem in Italien durchgeführt. Die Murellenschlucht bildet einen natürlichen Talkessel zwischen dem Murellenberg und den nördlichsten Ausläufern der Pichelsberge bzw. dem Plateau des Breiten Bergs, an dessen Hang die Zuschauerränge hochgebaut wurden und auf dem sich das ehemalige Olympiagelände befindet. Die Anlage orientiert sich am Idealtypus des antiken griechischen Theaters. Der zunehmende Anstieg der Sitzränge mit der Entfernung von der Bühne, ebenso wie der natürliche, steile Gegenhang hinter der Bühne kamen der Akustik zugute. In der Mitte der Zuschauerränge befand sich die Ehrenloge des Führers, unter der verborgen die Regiestände des Spielleiters, des Tonreglers und des Beleuchters angeordnet waren.
Der Eingang wird von zwei Hochreliefs des Bildhauers Adolf Wamper eingerahmt. Das Relief Heldenehrung (zwei nackte Jünglinge) links des Eingangs sollte die „nationalen Festspiele“ symbolisieren, das Relief Poesie (zwei nackte Frauen) die „musischen Festspiele“. Östlich der Bühne schließen sich die zum Olympiapark Berlin gehörenden Gebäude des Maifelds, der Langemarckhalle und des Glockenturms an.

## Geschichte

### Zeit des Nationalsozialismus

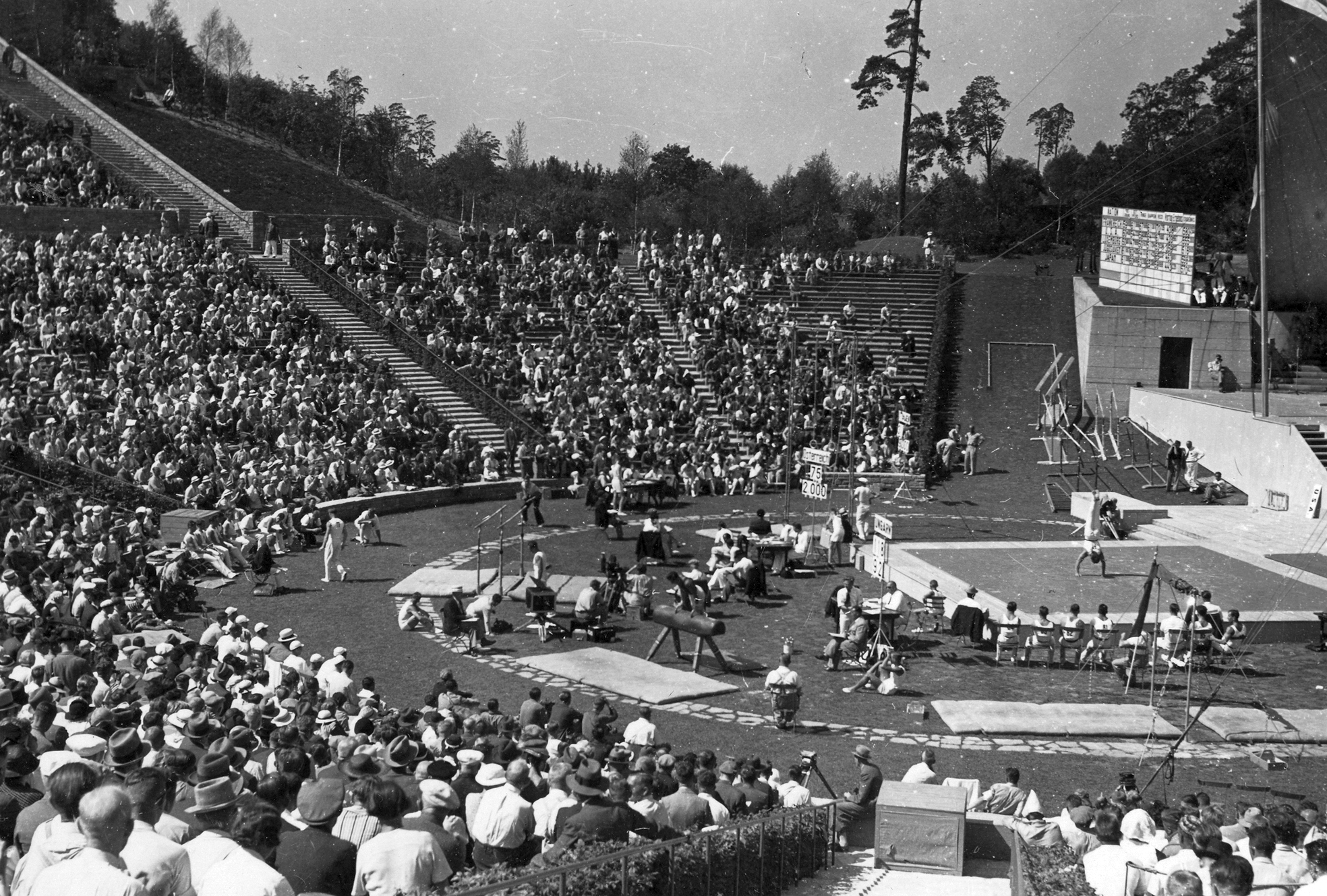
Turnwettkämpfe auf der Freilichtbühne, Olympische Sommerspiele 1936

Die Anregung zum Bau einer Freilichtbühne kam vom Reichspropagandaminister Joseph Goebbels, im Oktober 1933 forderte Adolf Hitler Platz für 100.000 Zuschauer in der Freilichtbühne. Während der Olympischen Spiele 1936 fanden dort die Turnwettkämpfe statt. Ihr Hauptzweck waren aber Aufführungen des Rahmenprogramms, der Oper Herakles von Georg Friedrich Händel und des Thingspiels Frankenburger Würfelspiel des völkischen Dichters Eberhard Wolfgang Möller, das die Bühne zum Thingplatz machte. Die beiden Rahmenveranstaltungen spiegeln die Motive der Reliefs im Eingangsbereich wider.

### Nachkriegsära und 1960er Jahre

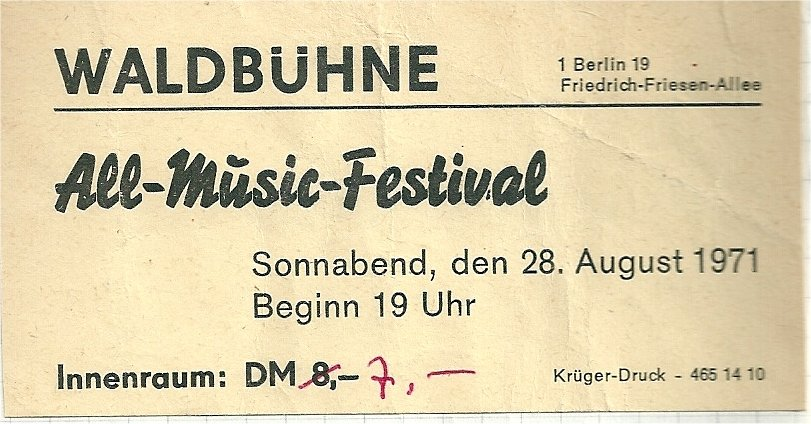
Konzertticket für ein Festival auf der Berliner Waldbühne, 1971

Nach dem Zweiten Weltkrieg erhielt die Bühne den Namen Waldbühne. Ab 1950 wurde sie als Freilichtkino genutzt, u. a. auch als Spielort der Berlinale, dann wurden auf ihr Boxkämpfe ausgetragen. In den 1960er Jahren wurden Kriegsschäden beseitigt. Ab 1961 wurde sie vor allem für Rockkonzerte genutzt.
Am 15. September 1965 kam es nach einem Konzert der Rolling Stones zu Krawallen. Konzertbesucher, die von der kurzen Dauer des Konzerts enttäuscht waren, demolierten die Sitzbänke und lieferten sich über vier Stunden lang Schlägereien mit der Polizei, die auch Wasserwerfer einsetzte. Der Sachschaden belief sich auf rund 400.000 Mark (kaufkraftbereinigt in heutiger Währung: rund 972.000 Euro), darüber hinaus wurden auch S-Bahn-Wagen beschädigt. Die Waldbühne wurde erst sieben Jahre später wieder instand gesetzt, anschließend aber kaum noch genutzt, weil Konzertveranstalter geschlossene Hallen vorzogen, da sie wettersicher waren. Die Krawalle wurden in der DDR kritisch kommentiert und führten zusammen mit der Leipziger Beatdemo zu weitgehenden Beschränkungen der Beatbewegung und damit der Jugendkultur in der DDR.

### Gegenwart

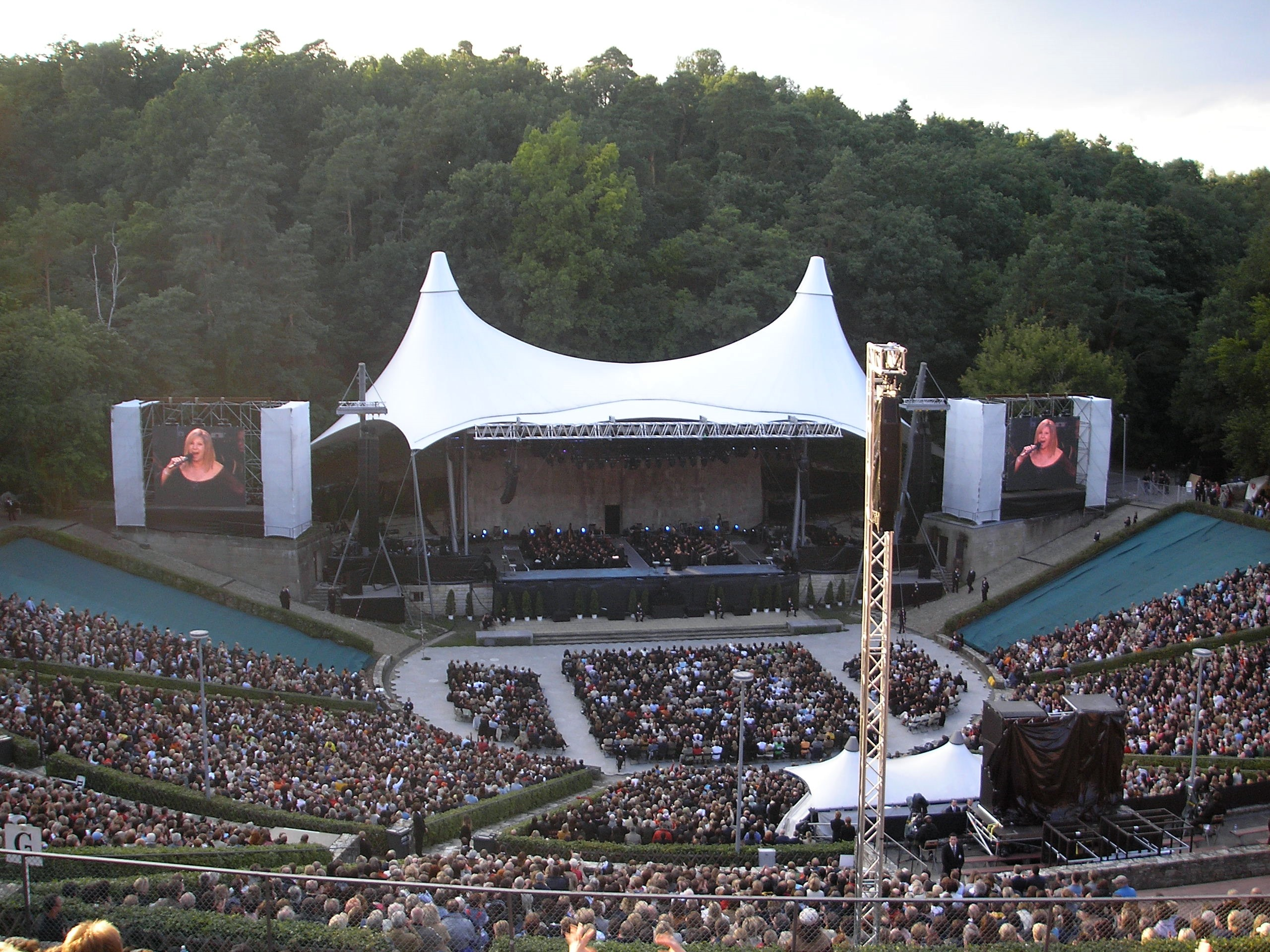
Auftritt von Barbra Streisand in der Waldbühne, 2007

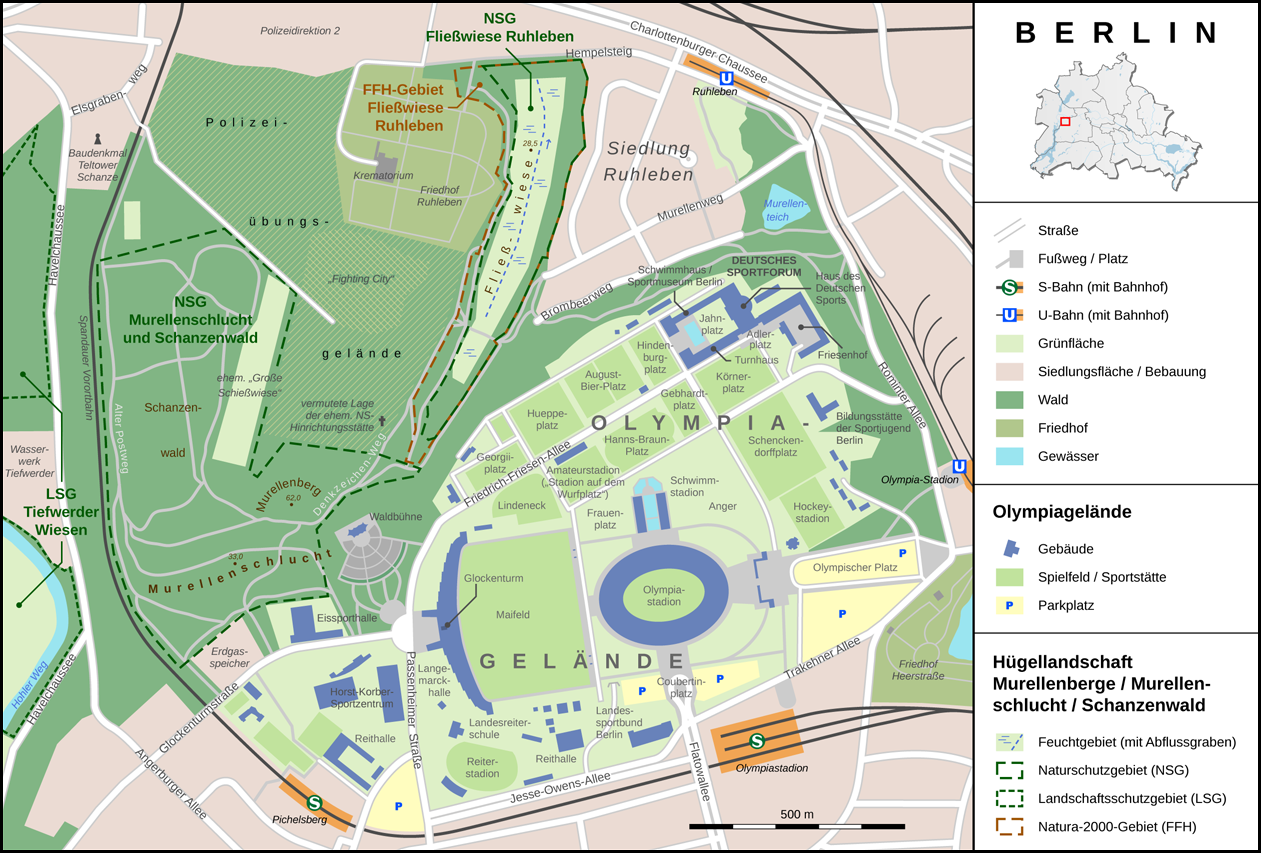
Lage der Berliner Waldbühne im Westen des Olympiageländes

Im März 1981 erwarben die Konzertveranstalter Peter Schwenkow und Jochen Zanke mit ihrer damaligen Firma concert concept die exklusiven Nutzungsrechte der Waldbühne und nahmen sie wieder in Betrieb. 1982 wurde die charakteristische Zeltdachkonstruktion über der Bühne installiert.
Inzwischen ist die Bühne in den Monaten Mai bis September ein populärer Platz für Rock-, Pop- und klassische Konzerte. Saisonaler Höhepunkt ist jedes Jahr der Monate im Voraus ausverkaufte Auftritt der Berliner Philharmoniker. Erstmals 2008 und seit 2011 alljährlich gastiert in der Waldbühne das West-Eastern Divan Orchestra unter Leitung von Daniel Barenboim. Dieses Orchester besteht zu gleichen Teilen aus israelischen und arabischen Musikern und verfügt über ein breites Repertoire von Mozart und Beethoven über Wagner und Ravel bis zur Moderne.
Kultstatus besaßen die Filmvorführungen unter dem Motto Kino in der Waldbühne mit den Filmen Blues Brothers und Rocky Horror Picture Show, zu denen jährlich tausende Fans in Verkleidung zum lautstarken Mitsingen kamen. Seit den frühen 2000er Jahren finden diese Kino-Veranstaltungen, abgesehen vom Jahr 2006 mit allerdings schwachen Besucherzahlen, nicht mehr statt.
Im Zuge einer neuen Ausschreibung durch den Berliner Senat erhielt im September 2008 das börsennotierte Unternehmen CTS Eventim AG den Zuschlag für die Berliner Open-Air-Bühne und betreibt diese seit 2009. Durch die Partnerschaft des Betreibers mit dem in der Nachbarschaft ansässigen Fußball-Bundesliga-Verein Hertha BSC wurde am 10. April 2010 mit dem Spiel Hertha BSC gegen VfB Stuttgart erstmals in der Geschichte der Waldbühne ein Bundesliga-Spiel aus dem benachbarten Olympiastadion live in die Waldbühne übertragen. Am 12. Mai 2012 mietete in Ermangelung geeigneter Public-Viewing-Plätze in Berlin der Hauptsponsor von Borussia Dortmund die Waldbühne an, um den zu Zehntausenden angereisten Fans die Möglichkeit zu geben, das DFB-Pokal-Finale zu sehen.
Im Juli 2012 wurde hier der Grand Slam der Frauen und Männer der FIVB World Tour im Beachvolleyball ausgetragen.
Schwerpunkt der Veranstaltungen ist allerdings der Bereich von Pop- und Rockkonzerten.

## Auszeichnungen
Veranstaltungen in der Waldbühne wurden mehrmals mit dem Live-Entertainment-Award ausgezeichnet:
- 2017 Preis der Jury für das Peace by Peace Festival (P×P Festival) von P×P Embassy e. V. und Semmel Concerts Entertainment
- 2015 Konzert des Jahres für den The Rolling Stones Auftritt am 10. Juni 2014, produziert von der DEAG Deutsche Entertainment
- 2014 Konzert des Jahres für den Muse-Auftritt am 14. Juli 2013, produziert von ct creative talent gmbh
- 2012 Konzert des Jahres für den Auftritt von Rainald Grebe und das Orchester der Versöhnung, produziert von Semmel Concerts, Rita Baus Kulturmanagement, Agentur Alexia Agathos